# 렌즈 마운트

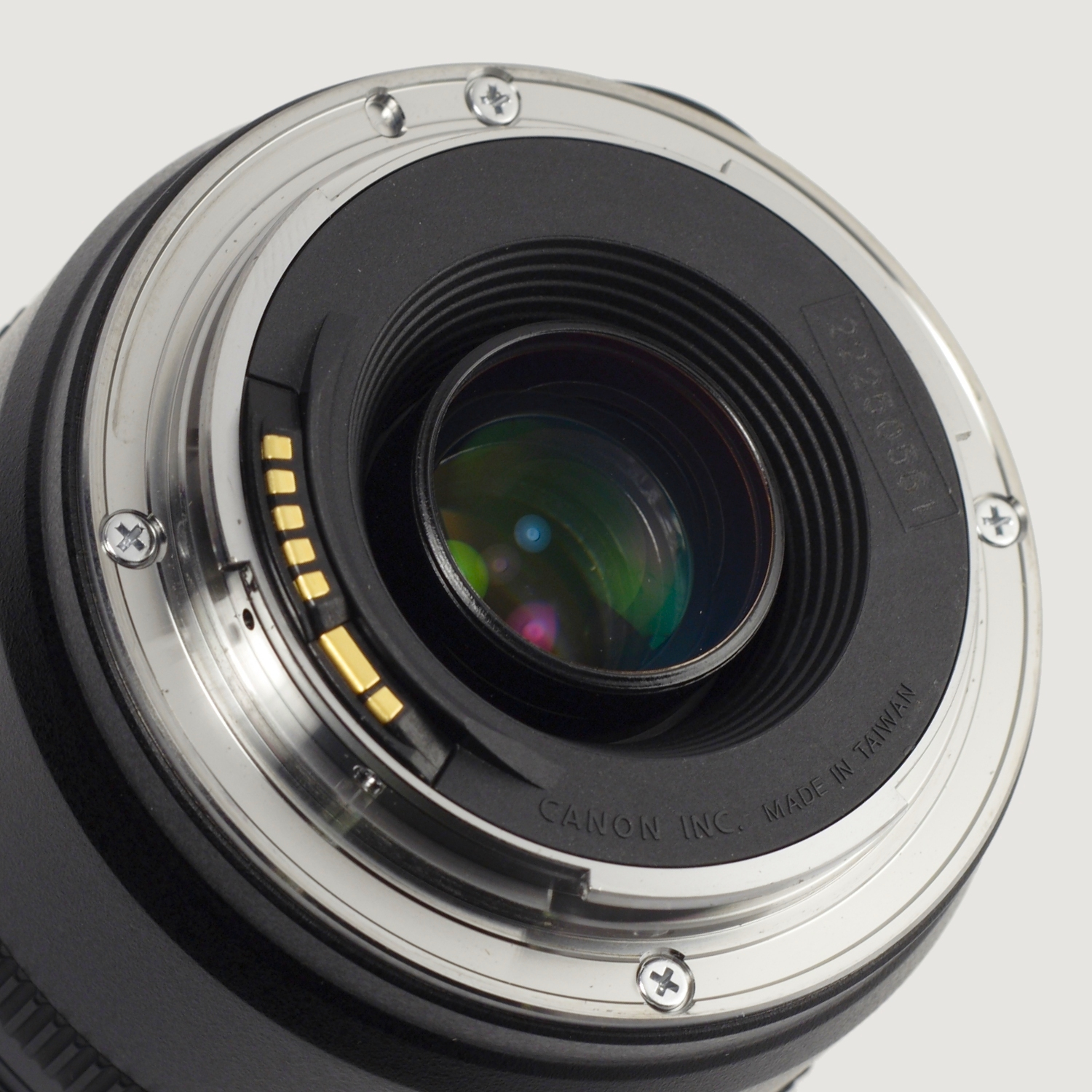
캐논 EF 마운트 렌즈의 도금된 전기접점

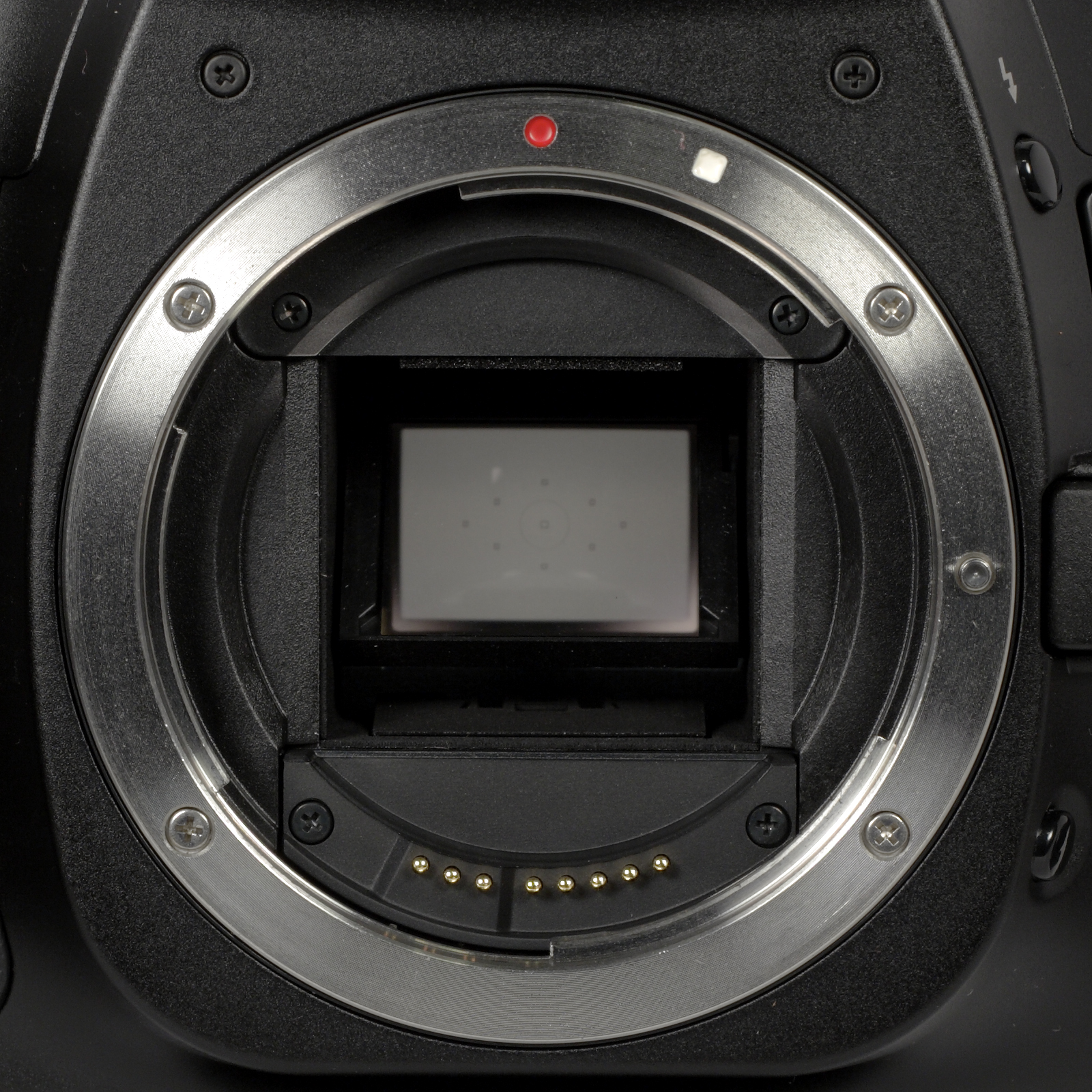
캐논 EF-S 마운트를 가진 캐논 EOS 30D 카메라의 마운트 부

렌즈 마운트(Lens mount)는 사진기와 렌즈 사이의 기계적•전기적 접속 장치이다. 렌즈 마운트는 보통 렌즈 교환식 카메라 시스템에 쓰인다.
본체에서 교환 가능한 렌즈를 허용하는 카메라 시스템의 특징으로, 가장 일반적으로 거리계 카메라, 단일 렌즈 반사 유형, 단일 렌즈 미러리스 유형 또는 16mm 이상의 게이지의 영화 카메라 등이 있다. 렌즈 마운트는 C-마운트 또는 T-마운트 요소를 통해 연결되는 광학 연구실 프로토타입 제작에 사용되는 모듈식 구성 요소와 같이 카메라가 포함되지 않은 계측기의 광학 부품을 연결하는 데에도 사용된다.

## 렌즈 마운트 목록
정지 사진
- 캐논 EF 마운트
- 캐논 EF-S 마운트
- 캐논 FD
- 캐논 FL
- 콘탁스 N 마운트
- 콘탁스 거리계 마운트 - 콘탁스 I, 콘탁스 II, III, IIa, IIIa에 사용.
- Contax/Yashica bayonet
- 포서즈 시스템
- Fujica X bayonet
- Konica original bayonet
- Konica AR 47mm bayonet
- 라이카 M 마운트
- 라이카 M39 스크류 마운트
- 라이카 R 베요닛
- M42 마운트
- 마미야 베요닛
- 미놀타 AF 카메라 시스템 = 소니 α 마운트 시스템
- 미놀타 V
- 미놀타 MD
- Miranda 베요닛 (all Miranda cameras had a dual bayonet/M44 screw 마운트)
- 니콘 F 마운트
- 니콘 S 마운트
- 올림푸스 OM
- 펜탁스 K 마운트
- 시그마 SA 마운트
- 삼성 NX 마운트
- T-마운트 (T-thread)
- 야시카 AF

영화
- Aaton universal
- Arri bayonet
- Arri PL
- Arri standard
- B4
- BNCR 마운트
- C 마운트
- CA-1
- PV (Panavision)

공용 (정지 및 영화)
- 마이크로 포서즈 시스템
- 소니 E 마운트

산업
- C 마운트
- CS 마운트
- T-마운트 (T-thread)
- 니콘 F 마운트
- Front-plate 마운트

과학
- C 마운트
- CS 마운트

## 같이 보기
- ISO 미터나사